# Fußball-Weltmeisterschaft 1986/Gruppe F
| Pl. | Land     | Sp. | S | U | N | Tore    | Diff. | Punkte |
| --- | -------- | --- | - | - | - | ------- | ----- | ------ |
| 1.  | Marokko  | 3   | 1 | 2 | 0 | 003:100 | +2    | 04:20  |
| 2.  | England  | 3   | 1 | 1 | 1 | 003:100 | +2    | 03:30  |
| 3.  | Polen    | 3   | 1 | 1 | 1 | 001:300 | −2    | 03:30  |
| 4.  | Portugal | 3   | 1 | 0 | 2 | 002:400 | −2    | 02:40  |

Gruppe F der Fußball-Weltmeisterschaft 1986:

## Polen – Marokko 0:0
| Polen                                                                  | Polen | Marokko | Marokko |
| ---------------------------------------------------------------------- | --- | --- | ------- |
| Polen                                                                  | \| 1. Spieltag \| \| Montag, 2. Juni 1986 um 16:00 Uhr in Monterrey (Estadio Universitario) \| \| Zuschauer: 19.900 \| \| Schiedsrichter: José Luis Martínez Bazán ( Uruguay) \| \| Spielbericht \|                                                                                 | \| 1. Spieltag \| \| Montag, 2. Juni 1986 um 16:00 Uhr in Monterrey (Estadio Universitario) \| \| Zuschauer: 19.900 \| \| Schiedsrichter: José Luis Martínez Bazán ( Uruguay) \| \| Spielbericht \|                                                                                           | Marokko |
| Polen                                                                  | Józef Młynarczyk – Roman Wójcicki – Dariusz Kubicki (46. Kazimierz Przybyś), Stefan Majewski, Marek Ostrowski – Andrzej Buncol, Waldemar Matysik, Zbigniew Boniek , Ryszard Komornicki – Dariusz Dziekanowski (56. Jan Urban), Włodzimierz Smolarek Cheftrainer: Antoni Piechniczek | Badou Zaki – Labid Khalifa, Mustafa el-Biyaz, Norredine Bouyahyaoui, Abdelmajid Lamriss – Mustafa el-Haddaoui (87. Abderrazak Khairi), Abdelmajid Dolmy, Mohammed Timoumi (88. Abdelaziz Souleimani), Aziz Bouderbala – Mustafa Merry, Abdelkarim Krimau Cheftrainer: José Faria ( Brasilien) | Marokko |
| Polen                                                                  | Timoumi (33.) | | Marokko |
| 1. Spieltag                                                            | | |         |
| Montag, 2. Juni 1986 um 16:00 Uhr in Monterrey (Estadio Universitario) | | |         |
| Zuschauer: 19.900                                                      | | |         |
| Schiedsrichter: José Luis Martínez Bazán ( Uruguay)                    | | |         |
| Spielbericht                                                           | | |         |

## Portugal – England 1:0 (0:0)
| Portugal                                                               | Portugal | England | England |
| ---------------------------------------------------------------------- | --- | --- | ------- |
| Portugal                                                               | \| 1. Spieltag \| \| Dienstag, 3. Juni 1986 um 16:00 Uhr in Monterrey (Estadio Tecnológico) \| \| Zuschauer: 23.000 \| \| Schiedsrichter: Volker Roth ( BR Deutschland) \| \| Spielbericht \|                                                                      | \| 1. Spieltag \| \| Dienstag, 3. Juni 1986 um 16:00 Uhr in Monterrey (Estadio Tecnológico) \| \| Zuschauer: 23.000 \| \| Schiedsrichter: Volker Roth ( BR Deutschland) \| \| Spielbericht \|                                   | England |
| Portugal                                                               | Manuel Bento – Álvaro Magalhães, António Oliveira, Frederico Rosa, Augusto Inácio – Diamantino Miranda (82. José António Bargiela), António André, Carlos Manuel, Jaime Pacheco, António Sousa – Fernando Gomes (73. Paulo Futre) Cheftrainer: José Augusto Torres | Peter Shilton – Gary Stevens, Terry Fenwick, Terry Butcher, Kenny Sansom – Glenn Hoddle, Ray Wilkins, Bryan Robson (80. Steve Hodge), Chris Waddle (80. Peter Beardsley) – Gary Lineker, Mark Hateley Cheftrainer: Bobby Robson | England |
| Portugal                                                               | 1:0 Carlos Manuel (75.) | | England |
| Portugal                                                               | Pacheco (88.) | Fenwick (17.), Butcher (78.) | England |
| 1. Spieltag                                                            | | |         |
| Dienstag, 3. Juni 1986 um 16:00 Uhr in Monterrey (Estadio Tecnológico) | | |         |
| Zuschauer: 23.000                                                      | | |         |
| Schiedsrichter: Volker Roth ( BR Deutschland)                          | | |         |
| Spielbericht                                                           | | |         |

## Marokko – England 0:0
| Marokko                                                               | Marokko | England | England |
| --------------------------------------------------------------------- | --- | --- | ------- |
| Marokko                                                               | \| 2. Spieltag \| \| Freitag, 6. Juni 1986 um 16:00 Uhr in Monterrey (Estadio Tecnológico) \| \| Zuschauer: 20.200 \| \| Schiedsrichter: Gabriel González ( Paraguay) \| \| Spielbericht \|                                                                                             | \| 2. Spieltag \| \| Freitag, 6. Juni 1986 um 16:00 Uhr in Monterrey (Estadio Tecnológico) \| \| Zuschauer: 20.200 \| \| Schiedsrichter: Gabriel González ( Paraguay) \| \| Spielbericht \|                                     | England |
| Marokko                                                               | Badou Zaki – Labid Khalifa, Mustafa el-Biyaz, Norredine Bouyahyaoui, Abdelmajid Lamriss (73. Lahcen Ouadani) – Mustafa Merry (87. Abdelaziz Souleimani), Abdelmajid Dolmy, Mohammed Timoumi, Abderrazak Khairi – Abdelkrim Krimau, Aziz Bouderbala Cheftrainer: José Faria ( Brasilien) | Peter Shilton – Gary Stevens, Terry Fenwick, Terry Butcher, Kenny Sansom – Glenn Hoddle, Ray Wilkins, Bryan Robson (41. Steve Hodge), Chris Waddle – Gary Lineker, Mark Hateley (76. Gary A. Stevens) Cheftrainer: Bobby Robson | England |
| Marokko                                                               | Khalifa (50.), Khairi (76.) | Wilkins (40.), Hateley (68.) | England |
| Marokko                                                               | Wilkins (42.) | | England |
| 2. Spieltag                                                           | | |         |
| Freitag, 6. Juni 1986 um 16:00 Uhr in Monterrey (Estadio Tecnológico) | | |         |
| Zuschauer: 20.200                                                     | | |         |
| Schiedsrichter: Gabriel González ( Paraguay)                          | | |         |
| Spielbericht                                                          | | |         |

## Polen – Portugal 1:0 (0:0)
| Polen                                                                   | Polen | Portugal | Portugal |
| ----------------------------------------------------------------------- | --- | --- | -------- |
| Polen                                                                   | \| 2. Spieltag \| \| Samstag, 7. Juni 1986 um 16:00 Uhr in Monterrey (Estadio Universitario) \| \| Zuschauer: 19.915 \| \| Schiedsrichter: Ali Bin Nasser ( Tunesien) \| \| Spielbericht \|                                                                                       | \| 2. Spieltag \| \| Samstag, 7. Juni 1986 um 16:00 Uhr in Monterrey (Estadio Universitario) \| \| Zuschauer: 19.915 \| \| Schiedsrichter: Ali Bin Nasser ( Tunesien) \| \| Spielbericht \|                                                                 | Portugal |
| Polen                                                                   | Józef Młynarczyk – Roman Wójcicki – Krzysztof Pawlak, Stefan Majewski, Marek Ostrowski – Ryszard Komornicki (57. Jan Karaś), Waldemar Matysik, Zbigniew Boniek , Jan Urban – Dariusz Dziekanowski, Włodzimierz Smolarek (74. Andrzej Zgutczyński) Cheftrainer: Antoni Piechniczek | Vítor Damas – Álvaro Magalhães, António Oliveira, Frederico Rosa, Augusto Inácio – Diamantino Miranda, António André (72. Jaime Magalhães), Carlos Manuel, Jaime Pacheco, António Sousa – Fernando Gomes (46. Paulo Futre) Cheftrainer: José Augusto Torres | Portugal |
| Polen                                                                   | 1:0 Smolarek (68.) | | Portugal |
| Polen                                                                   | Wójcicki (46.), Dziekanowski (89.) | | Portugal |
| 2. Spieltag                                                             | | |          |
| Samstag, 7. Juni 1986 um 16:00 Uhr in Monterrey (Estadio Universitario) | | |          |
| Zuschauer: 19.915                                                       | | |          |
| Schiedsrichter: Ali Bin Nasser ( Tunesien)                              | | |          |
| Spielbericht                                                            | | |          |

## Polen – England 0:3 (0:3)
| Polen                                                                     | Polen | England | England |
| ------------------------------------------------------------------------- | --- | --- | ------- |
| Polen                                                                     | \| 3. Spieltag \| \| Mittwoch, 11. Juni 1986 um 16:00 Uhr in Monterrey (Estadio Universitario) \| \| Zuschauer: 22.700 \| \| Schiedsrichter: André Daina ( Schweiz) \| \| Spielbericht \|                                                                                    | \| 3. Spieltag \| \| Mittwoch, 11. Juni 1986 um 16:00 Uhr in Monterrey (Estadio Universitario) \| \| Zuschauer: 22.700 \| \| Schiedsrichter: André Daina ( Schweiz) \| \| Spielbericht \|                                      | England |
| Polen                                                                     | Józef Młynarczyk – Roman Wójcicki – Krzysztof Pawlak, Stefan Majewski, Marek Ostrowski – Ryszard Komornicki (22. Jan Karaś), Waldemar Matysik (46. Andrzej Buncol), Zbigniew Boniek , Jan Urban – Dariusz Dziekanowski, Włodzimierz Smolarek Cheftrainer: Antoni Piechniczek | Peter Shilton – Gary Stevens, Terry Fenwick, Terry Butcher, Kenny Sansom – Trevor Steven, Glenn Hoddle, Peter Reid, Steve Hodge – Peter Beardsley (75. Chris Waddle), Gary Lineker (86. Kerry Dixon) Cheftrainer: Bobby Robson | England |
| Polen                                                                     | 0:1 Lineker (9.) 0:2 Lineker (14.) 0:3 Lineker (34.) | | England |
| Polen                                                                     | Fenwick (52.) | | England |
| 3. Spieltag                                                               | | |         |
| Mittwoch, 11. Juni 1986 um 16:00 Uhr in Monterrey (Estadio Universitario) | | |         |
| Zuschauer: 22.700                                                         | | |         |
| Schiedsrichter: André Daina ( Schweiz)                                    | | |         |
| Spielbericht                                                              | | |         |

## Marokko – Portugal 3:1 (2:0)
| Marokko                                                                     | Marokko | Portugal | Portugal |
| --------------------------------------------------------------------------- | --- | --- | -------- |
| Marokko                                                                     | \| 3. Spieltag \| \| Mittwoch, 11. Juni 1986 um 16:00 Uhr in Guadalajara (Estadio Tres de Marzo) \| \| Zuschauer: 28.000 \| \| Schiedsrichter: Alan Snoddy ( Nordirland) \| \| Spielbericht \|                                                                           | \| 3. Spieltag \| \| Mittwoch, 11. Juni 1986 um 16:00 Uhr in Guadalajara (Estadio Tres de Marzo) \| \| Zuschauer: 28.000 \| \| Schiedsrichter: Alan Snoddy ( Nordirland) \| \| Spielbericht \|                                                           | Portugal |
| Marokko                                                                     | Badou Zaki – Labid Khalifa, Mustafa el-Biyaz, Norredine Bouyahyaoui, Abdelmajid Lamriss – Mustafa el-Haddaoui (71. Abdelaziz Souleimani), Abdelmajid Dolmy, Mohammed Timoumi, Abderrazak Khairi – Abdelkrim Krimau, Aziz Bouderbala Cheftrainer: José Faria ( Brasilien) | Vítor Damas – Álvaro Magalhães (55. Rui Águas), António Oliveira, Frederico Rosa, Augusto Inácio – Jaime Magalhães, Carlos Manuel, Jaime Pacheco, António Sousa (69. Diamantino Miranda) – Fernando Gomes , Paulo Futre Cheftrainer: José Augusto Torres | Portugal |
| Marokko                                                                     | 1:0 Khairi (19.) 2:0 Khairi (27.) 3:0 Krimau (62.) | 3:1 Diamantino (79.) | Portugal |
| Marokko                                                                     | Gomes (64.) | | Portugal |
| 3. Spieltag                                                                 | | |          |
| Mittwoch, 11. Juni 1986 um 16:00 Uhr in Guadalajara (Estadio Tres de Marzo) | | |          |
| Zuschauer: 28.000                                                           | | |          |
| Schiedsrichter: Alan Snoddy ( Nordirland)                                   | | |          |
| Spielbericht                                                                | | |          |